# Havbältan
Havbältan är namnet på platsen längst söderut vid Havbältesfjorden, där sjön har sitt utlopp i Mörrumsån. Vid Havbälten finns en strömsträcka, och nedanför kan Mörrumsån snarare ses som en sjö ned till holmarna Eveholme och Kungsholme.
I Mörrumsån vid Havbältan finns en fast fångstanordning för fiske av ål, som är byggd av trä med spänger över ån.
Fångstanordningen har namnet värmane och är en av två värmaner som är i bruk i Mörrumsån. Den andra är värmanen vid Blidningsholmsbron omkring en och en halv kilometer nedströms. Fisket med värmane har lång tradition i trakten, och tidigare fanns 14 sådana mellan Åsnens utlopp och ned till Slattesmåla.